# 盗まれた手紙
「盗まれた手紙」（ぬすまれたてがみ、The Purloined Letter）は、エドガー・アラン・ポーの短編小説。「モルグ街の殺人」「マリー・ロジェの謎」に続き、C・オーギュスト・デュパンが登場する推理シリーズの三作目にあたる。ある大臣が政治的な陰謀から「とある貴婦人」の私的な手紙を盗み出し隠匿するが、依頼を受けた警察がいくら捜索しても見つけることができない、という事件をデュパンが鮮やかに解決する。しばしば「デュパンもの」三作中で最も完成度が高いとされる作品である。『ザ・ギフト』1845年号（1844年発行）初出。1845年に作品集『エドガー・A・ポーの物語集』に収録された。

## あらすじ
とある秋の夕暮れ時、語り手が寄宿しているオーギュスト・デュパンの屋敷に、パリ市警の警視総監であるG...が訪ねてくる。彼はある「珍妙な事件」に手を焼いており、デュパンの助言を請いに来たのだった。それは宮殿において起こった出来事で、「さる高貴な貴婦人」が閨房で私的な手紙を読んでいるとき、ちょうどその手紙のことを知られたくない男性が入ってきたので、引き出しにしまう時間もないままやむを得ずテーブルの上において誤魔化していたところ、そこにさらにD...大臣が入ってきた。彼はすぐにテーブルの上の手紙を見てそれがどういう性質のものであるかを察すると、彼女に業務報告をしたあとでその手紙とよく似た手紙を取り出して読み、その後でテーブルの上に置いた。そしてさらに業務報告を続けた後、帰り際に自分が置いたのでないほうの手紙をまんまと持ち去ってしまった。大臣はこの女性の弱みを握ったことで宮廷内で強大な権力を得るようになり、困り果てた女性は警察に内々の捜索を依頼したのだった。
その手紙の性質上、それは何かあればすぐに取り出し、場合によっては破棄できるように、間違いなく大臣の官邸内にあるはずであった。また身体調査が行なわれる危険を考えれば、大臣が肌身離さず持ち歩いているとは考えられない。警察は大臣の留守の間に官邸を2インチ平方単位で徹底的に調査し、家具はすべて一度解体し、絨毯も壁紙も引き剥がし、クッションには針を入れて調べるという具合で三ヶ月も続けたが、一向に成果が上がっていなかった。事件のあらましを聞いたデュパンは「官邸を徹底的に調査することだ」とだけ助言してG...を帰した。一ヵ月後、再びG...が語り手とデュパンのもとを訪ねてくる。あれから捜査を続けているがいまだに手紙は見つかっておらず、手紙にかけられた懸賞金は莫大な額になっているという。そして「助けてくれたものには誰にでも5万フラン払おう」と言うと、デュパンは小切手を出して5万フランを要求し、サインと引き換えにあっさり件の手紙を渡す。そしてG...が狂喜して帰っていくと、デュパンは語り手に、自分が手紙を手に入れた経緯を説明し始める。

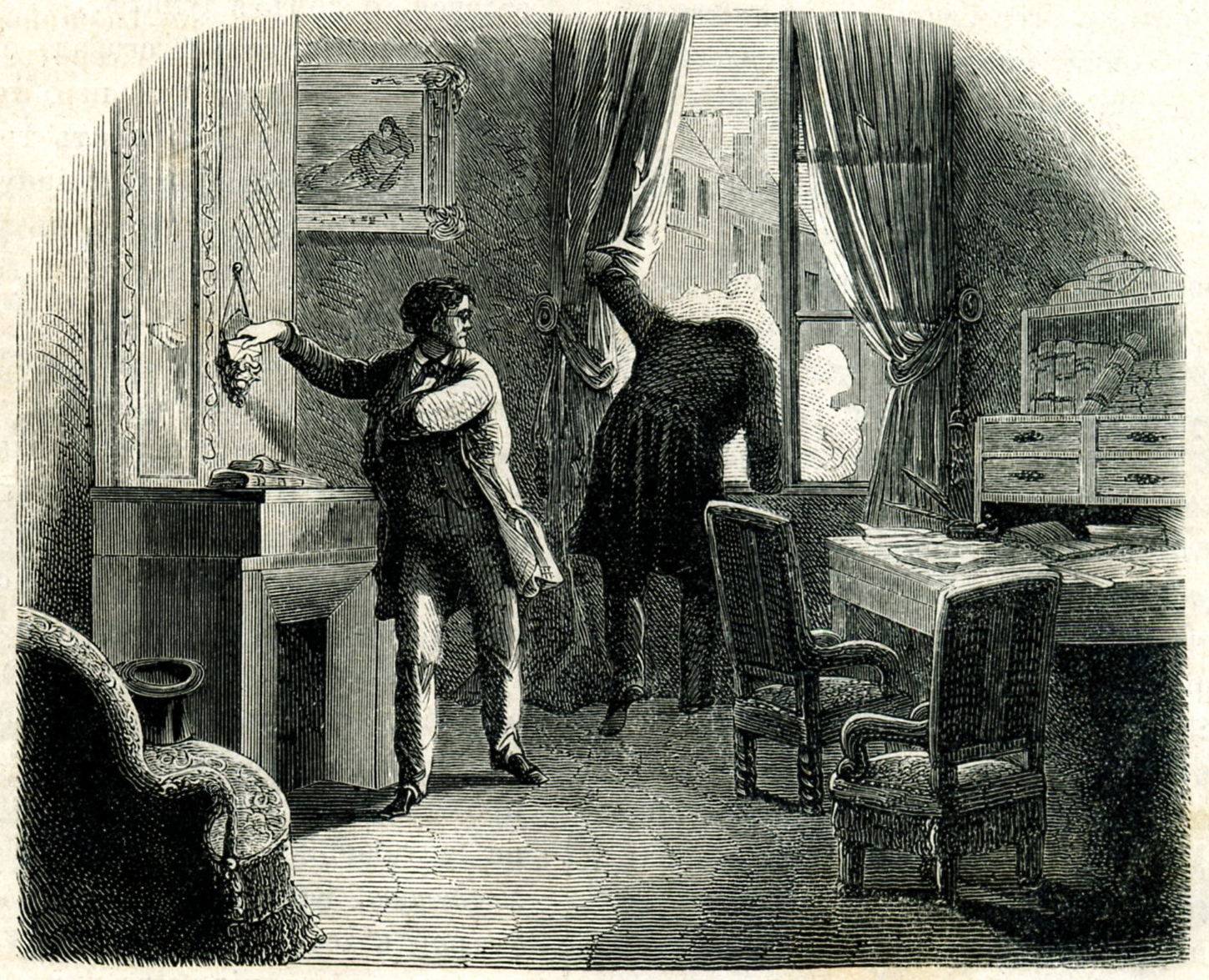
大臣から手紙を取り返すデュパン

デュパンは事件の経緯や警察の徹底的な捜索、そして大臣の知性を考え合わせて、大臣は手紙を隠すために、それをまったく隠そうとしないという手段に出たのだと推理していた。デュパンは官邸の大臣のもとを、目が悪いのだという口実のもと緑色の眼鏡をかけて訪れ、大臣と世間話に興じる振りをしながら部屋を見渡すと、すぐに壁にかかっているボール紙でできた安物の紙挿しに目をつけた。そこには一通の手紙が堂々と入れられており、それは予め聞いていた件の手紙の特徴とは似ても似つかないボロボロの手紙で、大臣宛の宛名も記されていた。しかしデュパンはこれこそが求める手紙であり、手袋のように裏返しにされて別の手紙のように見せかけているのだと確信し、いったんは官邸を辞去する。そして後日、煙草入れを忘れたという理由で再び官邸を訪れると、予め雇っておいた酔っ払いに騒ぎを起こさせ、大臣がそれに気を取られている隙に、それとよく似せた別の手紙とすりかえたのだった。

## 解題
「盗まれた手紙」は「モルグ街の殺人」「マリー・ロジェの謎」に続き、C・オーギュスト・デュパンのシリーズ第三作であり、三作中もっとも高い評価を受けている作品である。作者のポー自身、発表前にジェイムズ・ラッセル・ローウェルに宛てた書簡の中で「おそらく私の推理物語（tales of ratiocination）のうちで最高の出来」と書いている。また「盗まれた手紙」は、後世の推理作家がしばしば用いる「隠したいものをあえて隠さないことによって相手の盲点をつく」いわゆる「盲点原理」を創案した作品であると考えられる。江戸川乱歩はこの原理を応用しているチェスタトンの『見えない男』も、おそらくポーのこの作品から着想を得たのだろうとしており、またコナン・ドイルの『ボヘミアの醜聞』については、これはほとんど「盗まれた手紙」を模して書かれたもので、しかし面白さにおいても文学的価値においても「格段の違いがあり、模して及ばざるのはなはだしきものであろう」と評している。
フランスの精神分析家でありポストモダニズムの思想に大きな影響を与えているジャック・ラカンは、その主著『エクリ』（1966年）の巻頭に収められた「『盗まれた手紙』についてのゼミナール」の中でこの作品を読解しており、作中で繰り返される手紙が盗まれる場面を反復強迫に、「手紙」を対象aあるいはファルスに見立てて自身の精神分析的認識を示した。同じくポストモダニズムの思想家であるジャック・デリダは「真実の配達人」（『葉書』所収、1980年）において、「ゼミナール」にある「手紙は必ず届く」というテーゼに対し「手紙は宛先に届かないこともある」と批判した。日本の東浩紀の主著『存在論的、郵便的』（1998年）もデリダの主張に沿って論を展開し、脱構築不可能なもの（手紙）を最終的な真理とみなしそこに安住するラカンを否定神学であるとして批判している。ラカン派の思想家スラヴォイ・ジジェクはデリダの批判を「常識にもとづいた原始的な反応とでも呼ぶべきものに過ぎない」とし、「手紙」の「真の受取人」は、経験的な他者ではなく「大文字の＜他者＞すなわち象徴的秩序そのものである」としている。